# 斜方五角蟹
斜方五角蟹（学名：Nursia rhomboidalis）为玉蟹科五角蟹属的动物。分布于日本，包括南海、福建沿海、青岛胶州湾等海域，生活环境为海水，常生活于沙泥质的浅海底。